# アエロペルー772便墜落事故
アエロペルー772便墜落事故（アエロペルー772びんついらくじこ）は、1988年10月25日に発生した航空事故である。インカ・マンコ・カパック国際空港からロドリゲス・バロン国際空港へ向かっていたアエロペルー772便（フォッカー F28-1000）がインカ・マンコ・カパック国際空港からの離陸直後に墜落し、乗員乗客69人中12人が死亡した。

## 事故機
事故機のフォッカー F28-1000（OB-R-1020）は製造番号11059として製造されて1972年12月8日に初飛行した機体で、当初の機体記号はPH-ZBOであった。その後、1973年3月15日にペルー空軍の子会社であったSATCOに引き渡され、機体記号がOB-R-397に変更された。しかし、数週間後にSATCOがアエロペルーに再編成された際に同機もアエロペルーの機材となり、再び機体記号が変更されてOB-R-1020となった。エンジンはロールス・ロイス スペイ 555-15を搭載しており、総飛行時間は35,404時間、総飛行サイクルは44,078回であった。

## 事故の経緯
772便はインカ・マンコ・カパック国際空港の滑走路29から北西方向に向けて離陸して旋回したものの、ほとんど高度を上げていなかった。その後、降着装置が格納された一方で推力が減少し、772便は地上から僅か数メートルの位置を飛行することとなった。やがて772便は滑走路の1.8キロメートル後方の地点で高速道路に衝突し、さらに220メートル程滑走した後、高速道路から2.3メートル下にある河川敷で停止した。
墜落の際に機体は複数の部分に分離されていた。胴体前部は翼端付近で胴体中央部から分離し、ひっくり返って中央部から約50ヤード離れた位置で静止した。そのうち胴体下部は大きく変形しており、機首から後方に向かうにつれて損傷が激しくなっていた。しかし、このような状況にもかかわらず胴体前部の生存空間は残されていた。ほとんどの座席はキャビンの床にしっかりと固定されたままであり、座席構造の一部に僅かな亀裂がみられるのみであった。一方で胴体中央部の損傷は激しく、左翼は引きちぎられていた。また、機体から分離した多数の座席等が左翼付近に散乱していた。これらは河川敷への衝突時に放り出されたとみられている。死者の大半はこの付近に着席していた。胴体後部も中央部から分離しており、2基のエンジンも胴体から引きちぎられていた。また、尾翼のユニットも大きく損傷していた。
胴体前部にいた乗員乗客は自力で、または他の人の助けを借りて後部の開口部から避難した。一方、中央部や後部の乗員乗客は全員が事故の衝撃で機外に放出されたとみられている。
この事故で最終的に乗員乗客69人中12人が死亡し、50人が負傷した。

## 備考
772便に使用された機体（製造番号:11059）を含む、製造番号が連続した4機のF28が重大事故を引き起こしている。
- 11057:トルコ航空301便墜落事故
- 11058:トルコ航空345便墜落事故
- 11059:本事故
- 11060:オンタリオ航空1363便墜落事故